# انتخابات مجلس الأمن التابع للأمم المتحدة 2023
جرت انتخابات مجلس الأمن التابع للأمم المتحدة 2020 يوم 6 يونيو 2023 خلال الجلسة 77 للجمعية العامة للأمم المتحدة، التي عُقدت في مقر الأمم المتحدة في مدينة نيويورك. وتمحورت الانتخابات حول انتخاب أعضاء جُدد في خمسة مقاعد غير دائمة في مجلس الأمن التابع للأمم المتحدة لمدة سنتين انطلاقا من 1 يناير 2024.
وفقًا لقواعد التناوب في عُضوية مجلس الأمن، حيث يتم تناوب المقاعد العشرة غير الدائمة في مجلس الأمن  بين مُختلف المجموعات الإقليمية التي تُقسم فيها الدول الأعضاء في الأمم المتحدة لأغراض التصويت والتمثيل، تم تخصيص المقاعد الخمسة الشاغرة على النحو التالي :
- مقعدين لأفريقيا.
- مقعد واحد لمجموعة آسيا والمحيط الهادئ.[1]
- مقعد واحد لأمريكا اللاتينية ومنطقة البحر الكاريبي.
- مقعدين اثنين لمجموعة دول أوروبا الغربية ودول أخرى.

## الدول المرشحة

### مجموعة إفريقيا
المرشحون
- الجزائر[2]
- سيراليون[3]

### مجموعة آسيا والمحيط الهادي
المرشحون
- كوريا الجنوبية[4]

#### دول منسحبة
- طاجيكستان[5] — انسحب في سبتمبر 2022

### مجموعة شرق أوروبا
المرشحون
 بيلاروس